# Carreteras nacionales de China

Marcador de carretera nacional CNH (Guodao)

Las Carreteras nacionales de China (CNH/Guodao) (chino simplificado: 中华人民共和国国道; chino tradicional: 中華人民共和國國道; pinyin: Zhōnghuá Rénmín Gònghéguó Guódào) son una red de carreteras troncales que recorren la China continental. Aunque se denominan "autopistas" (por ejemplo, la autopista Jingbao), no son necesariamente autopistas. Sin embargo, al igual que estas, a veces se cobra un peaje.

## Historia

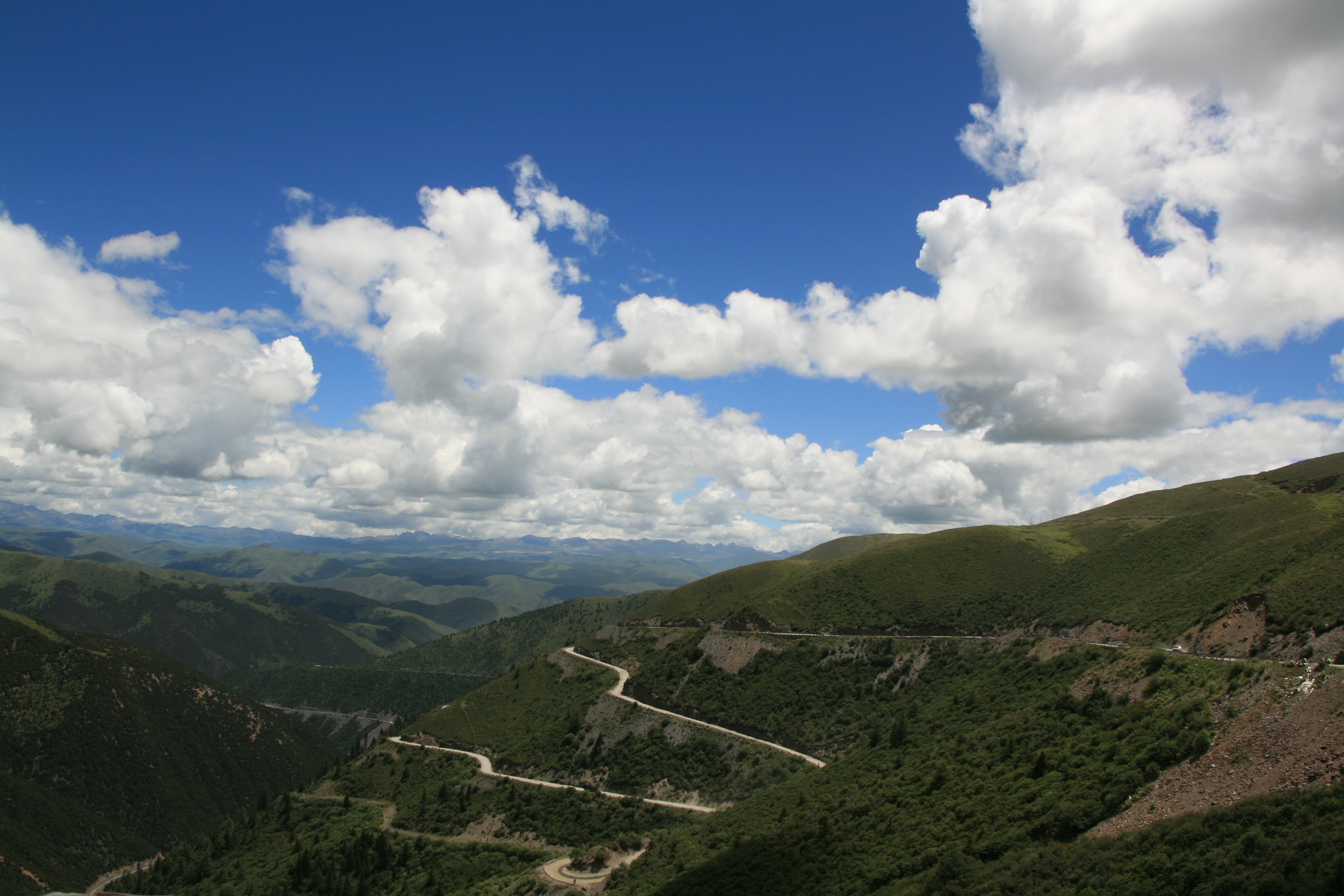
Carretera Nacional China 318 entre Yanjiang y Kangding, Sichuan

La construcción de autopistas se considera clave para acelerar la construcción de infraestructuras. En 2003, la inversión realizada en la construcción de autopistas fue de 350.000 millones de yuanes y avanzaron 219 proyectos clave de autopistas, centrados principalmente en las cinco autopistas arteriales nacionales norte-sur y las siete este-oeste, así como en las autopistas del oeste de China y en las zonas rurales. A finales de 2004, la longitud total de las autopistas abiertas al tráfico alcanzaba los 1,871 millones de km, incluyendo 34.300 km de autopistas con un nivel de transporte moderno y avanzado, lo que supone el segundo lugar en el mundo. La densidad de carreteras del país ha alcanzado los 19,5 km por cada 100 km².
Con la finalización en 2008 de las cinco autopistas arteriales nacionales norte-sur y las siete este-oeste, que suman 35.000 km, Pekín y Shanghái quedaron unidas por grandes autopistas, principalmente autovías, a las capitales de todas las provincias y regiones autónomas de China, creando conexiones por carretera entre más de 200 ciudades.
El objetivo del Plan de la Red Nacional de Autopistas, aprobado a principios de 2005, es un sistema de autopistas que conecte todas las capitales de las provincias y regiones autónomas con Pekín y entre sí, enlazando las principales ciudades y condados importantes. La red tendrá una longitud total de unos 85.000 km, incluyendo siete con origen en Pekín: las autopistas Pekín-Shanghai, Pekín-Taipéi, Pekín-Hong Kong-Macau, Pekín-Kunming, Pekín-Lhasa, Pekín-Ürümqi y Pekín-Harbin. La mitad de los proyectos ya están terminados.
En 2013, el Ministerio de Transporte anunció la "Planificación de la Red Nacional de Autopistas (2013 - 2030)", que elevará el número total de autopistas a 119, con 81 autopistas de conexión entre ellas. El kilometraje total se incrementará hasta los 265.000 km, con una mayor atención a las regiones occidentales y menos desarrolladas.

## Regulación

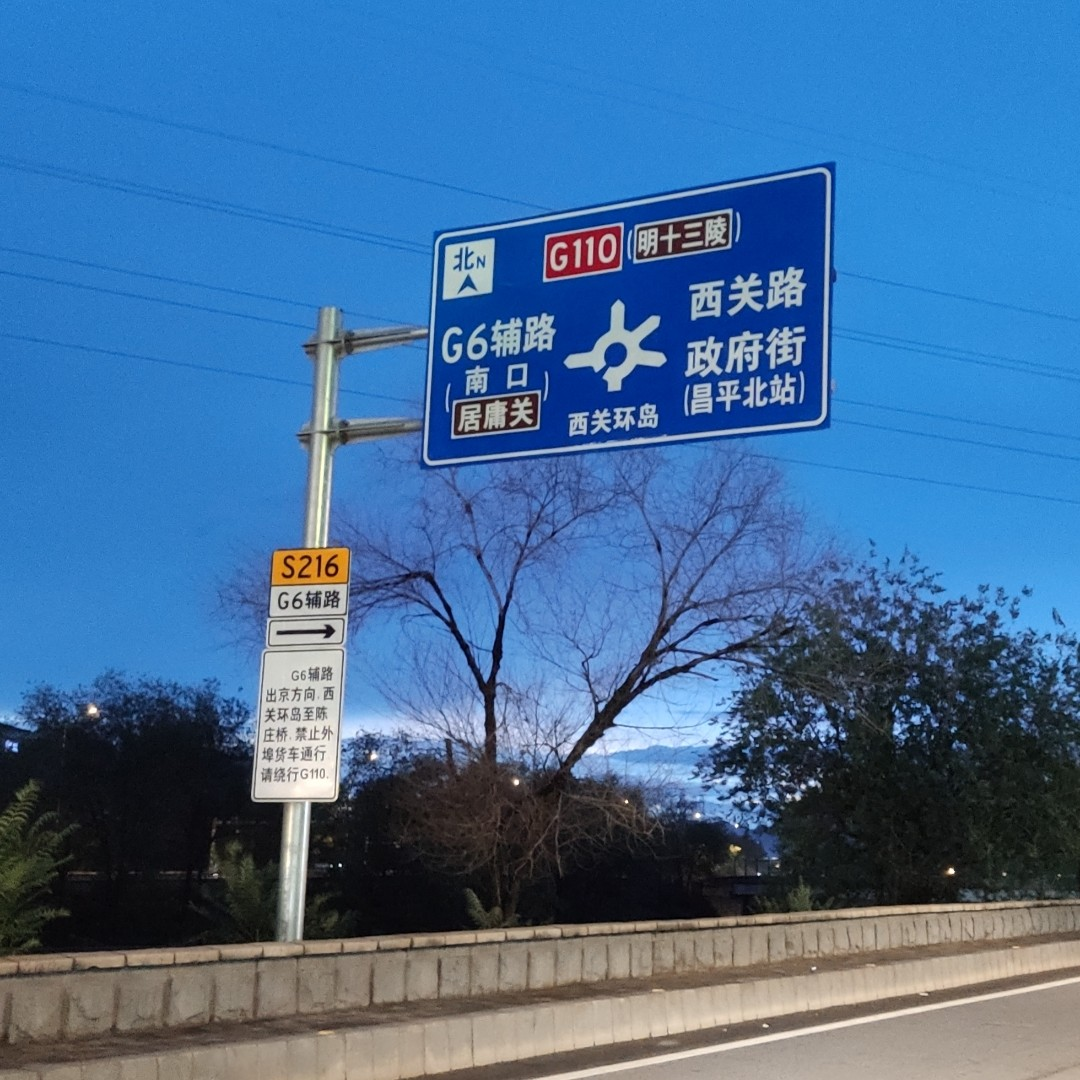
Señal de rotonda en la carretera nacional china 110, distrito de Changping, Pekín

Aunque el límite de velocidad aceptado en las autopistas nacionales de China es de 120 km/h, es habitual ver a los coches pasar a otros a más de 120 km/h. La falta de cámaras de detección de velocidad en algunas rutas, la ausencia de un límite de velocidad anunciado fuera de las localidades y las enormes distancias de kilometraje de las carreteras, hacen que hacer cumplir este límite de velocidad sea bastante hercúleo. Además, hay una notable escasez de policías detráfico en la China continental. 
Las carreteras nacionales suelen empezar con la letra GXXX, seguida de tres números, por ejemplo G107. Se dice que la GXXX significa 国家 (guójiā), o nacional.
La numeración de las carreteras es la siguiente:
- En la antigua serie 000 se etiquetaron cinco rutas principales verticales y siete horizontales (las llamadas "cinco downs y siete acrosses"), aunque se han dejado de utilizar en favor del sistema "NTHS" (7, 11, 18).
- Las autopistas de la serie 100 (por ejemplo, 102, 106) parten de Pekín -la capital de la República Popular China - y se extienden en todas las direcciones de la brújula, excepto la Autopista Nacional China 112, que nace en Xuanhua al ser un anillo alrededor de Pekín.

- Las carreteras de la serie 200 se extienden de norte a sur (por ejemplo, desde Hohhot, en Mongolia Interior, hasta Beihai, en la provincia de Guangxi);
- Las autopistas de la serie 300 se extienden de este a oeste (por ejemplo, desde Shanghái hasta Ruili, en la provincia de Yunnan);
- Las carreteras de la serie 500 son vías de conexión entre otras carreteras nacionales.

En las grandes ciudades, suele haber un hueco en la carretera dentro de la ciudad.

## Lista de todas las autopistas nacionales de China

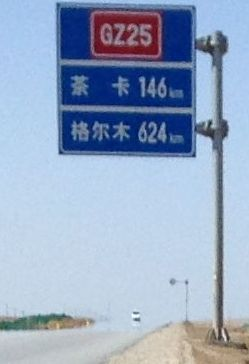
Señal de tráfico con el antiguo formato GZXX

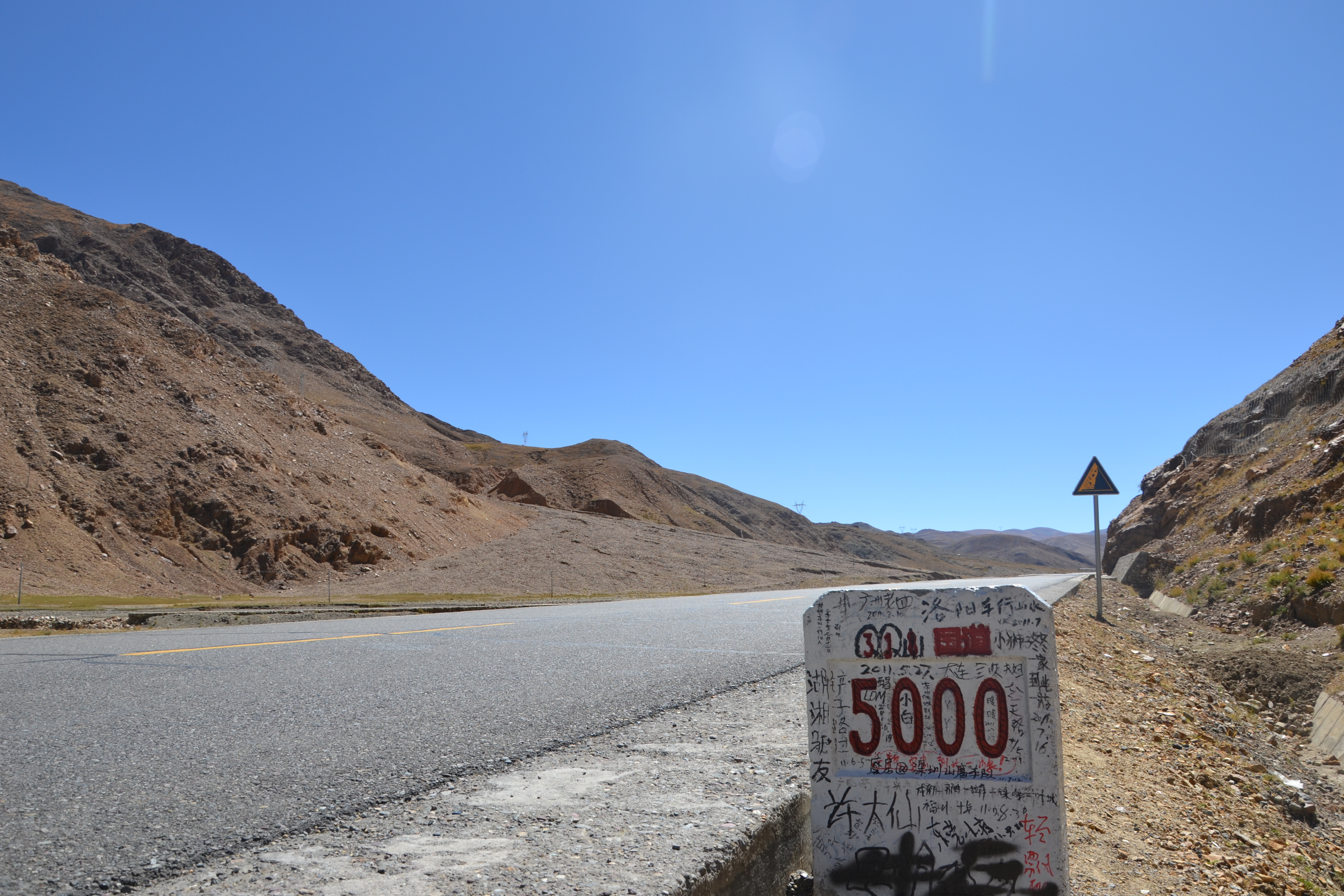
Hito de 5000 kilómetros en la G318, la carretera nacional más larga de China, en el condado de Lhatse, Tíbet.

Las carreteras que aparecen en rojo están en construcción o en proyecto. Las que aparecen en amarillo están parcialmente terminadas. Las enumeradas en gris se planificaron pero nunca se construyeron, o han sido abandonadas o rediseñadas.

### Antigua serie 000
Las carreteras nacionales chinas de la serie 000 señalaban cinco rutas verticales específicas, así como siete rutas horizontales específicas. Las rutas terminadas en "0" eran rutas norte-sur (verticales); las rutas terminadas en "5" eran rutas este-oeste (horizontales). Ahora se utiliza el nuevo sistema con dos a cuatro números que indican el sistema "NTHS" (7918) en lugar de la serie 000.
Parece que los antiguos números 0xx siguen señalizándose con el formato GZXX, por ejemplo, en la provincia de Qinghai, hay señales en la G109 (antigua G025) que muestran el número GZ25.
| Número | Nombre  | Nombre en español            | Punto de partida | Punto final | Longitud         |
| ------ | ------- | ---------------------------- | ---------------- | ----------- | ---------------- |
| G010   | 010国道 | Autopista Nacional China 010 | Tongjiang        | Sanya       | 5,7 km (3,5 mi)  |
| G015   | 015国道 | Autopista Nacional China 015 | Suifenhe         | Manzhouli   | 2,54 km (1,6 mi) |
| G020   | 020国道 | Autopista Nacional China 020 | Beijing          | Fuzhou      | 2,54 km (1,6 mi) |
| G025   | 025国道 | Autopista Nacional China 025 | Dandong          | Lhasa       | 4,59 km (2,9 mi) |
| G030   | 030国道 | Autopista Nacional China 030 | Pekín            | Zhuhai      | 2,31 km (1,4 mi) |
| G035   | 035国道 | Autopista Nacional China 035 | Qingdao          | Yinchuan    | 1,61 km (1 mi)   |
| G040   | 040国道 | Autopista Nacional China 040 | Erenhot          | Hekou       | 3,61 km (2,2 mi) |
| G045   | 045国道 | Autopista Nacional China 045 | Lianyungang      | Horgos      | 3,98 km (2,5 mi) |
| G050   | 050国道 | Autopista Nacional China 050 | Chongqing        | Zhanjiang   | 1,43 km (0,9 mi) |
| G055   | 055国道 | Autopista Nacional China 055 | Shanghai         | Chengdu     | 2,97 km (1,8 mi) |
| G065   | 065国道 | Autopista Nacional China 065 | Shanghai         | Ruili       | 4,09 km (2,5 mi) |
| G075   | 075国道 | Autopista Nacional China 075 | Hengyang         | Kunming     | 1,98 km (1,2 mi) |

### Serie 100
| Número | Nombre  | Nombre en español            | Punto de partida | Punto final | Punto final | Longitud actual     |
| ------ | ------- | ---------------------------- | ---------------- | ----------- | ----------- | ------------------- |
|        | 101国道 | Autopista Nacional China 101 | Beijing          | Shenyang    | Shenyang    | 1969 km (1223,5 mi) |
|        | 102国道 | Autopista Nacional China 102 | Beijing          | Harbin      | Fuyuan      | 2,897 km (1,8 mi)   |
|        | 103国道 | Autopista Nacional China 103 | Beijing          | Tianjin     | Tianjin     | 149 km (92,6 mi)    |
|        | 104国道 | Autopista Nacional China 104 | Beijing          | Fuzhou      | Pingtan     | 2,39 km (1,5 mi)    |
|        | 105国道 | Autopista Nacional China 105 | Beijing          | Zhuhai      | Macau       | 2,717 km (1,7 mi)   |
|        | 106国道 | Autopista Nacional China 106 | Beijing          | Guangzhou   | Guangzhou   | 2,466 km (1,5 mi)   |
|        | 107国道 | Autopista Nacional China 107 | Beijing          | Shenzhen    | Hong Kong   | 2,698 km (1,7 mi)   |
|        | 108国道 | Autopista Nacional China 108 | Beijing          | Kunming     | Kunming     | 3,331 km (2,1 mi)   |
|        | 109国道 | Autopista Nacional China 109 | Beijing          | Lhasa       | Lhasa       | 3,901 km (2,4 mi)   |
|        | 110国道 | Autopista Nacional China 110 | Beijing          | Yinchuan    | Qingtongxia | 2,757 km (1,7 mi)   |
|        | 111国道 | Autopista Nacional China 111 | Beijing          | Jiagedaqi   | Mohe        | 2,123 km (1,3 mi)   |
|        | 112国道 | Autopista Nacional China 112 | Xuanhua          | N/A         | N/A         | 1,228 km (0,8 mi)   |

### Serie 200
| Número | Nombre  | Nombre en español            | Punto de partida           | Punto de partida           | Punto final      | Punto final      | Longitud actual   |
| ------ | ------- | ---------------------------- | -------------------------- | -------------------------- | ---------------- | ---------------- | ----------------- |
|        | 201国道 | Autopista Nacional China 201 | Hegang                     | Hegang                     | Dalian           | Dalian           | 1,964 km (1,2 mi) |
|        | 202国道 | Autopista Nacional China 202 | Heihe                      | Heihe                      | Dalian           | Dalian           | 1,818 km (1,1 mi) |
|        | 203国道 | Autopista Nacional China 203 | Mingshui                   | Suihua                     | Shenyang         | Shenyang         | 720 km (447,4 mi) |
|        | 204国道 | Autopista Nacional China 204 | Yantai                     | Yantai                     | Shanghai         | Shanghai         | 1,031 km (0,6 mi) |
|        | 205国道 | Autopista Nacional China 205 | Qinhuangdao                | Shanhai Pass               | Shenzhen         | Shenzhen         | 3,16 km (2 mi)    |
|        | 206国道 | Autopista Nacional China 206 | Yantai                     | Weihai                     | Shantou          | Shantou          | 2,375 km (1,5 mi) |
|        | 207国道 | Autopista Nacional China 207 | Xilinhot                   | Ulanhot                    | Hai'an           | Hai'an           | 3,738 km (2,3 mi) |
|        | 208国道 | Autopista Nacional China 208 | Erenhot                    | Erenhot                    | Changzhi         | Xichuan          | 990 km (615,2 mi) |
|        | 209国道 | Autopista Nacional China 209 | Hohhot                     | Sonid Left Banner          | Beihai           | Beihai           | 3,435 km (2,1 mi) |
|        | 210国道 | Autopista Nacional China 210 | Baotou                     | Mandula                    | Nanning          | Fangchenggang    | 3,097 km (1,9 mi) |
|        | 211国道 | Autopista Nacional China 211 | Yinchuan                   | Yinchuan                   | Xi'an            | Rongjiang        | 691 km (429,4 mi) |
|        | 212国道 | Autopista Nacional China 212 | Lanzhou                    | Lanzhou                    | Chongqing        | Longbang         | 1,302 km (0,8 mi) |
|        | 213国道 | Autopista Nacional China 213 | Lanzhou                    | Ceke                       | Mohan            | Mohan            | 2,877 km (1,8 mi) |
|        | 214国道 | Autopista Nacional China 214 | Xining                     | Xining                     | Jinghong         | Lancang          | 3,256 km (2 mi)   |
|        | 215国道 | Autopista Nacional China 215 | Hongliuyuan                | Mazongshan                 | Golmud           | Ning'er          | 641 km (398,3 mi) |
|        | 216国道 | Autopista Nacional China 216 | Altay                      | Hongshanzui                | Baluntai         | Gyirong          | 857 km (532,5 mi) |
|        | 217国道 | Autopista Nacional China 217 | Altay                      | Altay                      | Karakax          | Tashkurgan       | 1,753 km (1,1 mi) |
|        | 218国道 | Autopista Nacional China 218 | Yining                     | Khorgas                    | Ruoqiang         | Ruoqiang         | 1,067 km (0,7 mi) |
|        | 219国道 | Autopista Nacional China 219 | Yecheng                    | Kom-Kanas                  | Lhatse           | Dongxing         | 2,086 km (1,3 mi) |
|        | 220国道 | Autopista Nacional China 220 | Binzhou                    | Dongying                   | Zhengzhou        | Shenzhen         | 585 km (363,5 mi) |
|        | 221国道 | Autopista Nacional China 221 | Tongjiang                  | Tongjiang                  | Harbin           | Harbin           | 668 km (415,1 mi) |
|        | 222国道 | Autopista Nacional China 222 | Yichun                     | Jiayin                     | Harbin           | Linjiang         | 363 km (225,6 mi) |
|        | 223国道 | Autopista Nacional China 223 | Haikou                     | Haikou                     | Sanya este       | Sanya este       | 323 km (200,7 mi) |
|        | 224国道 | Autopista Nacional China 224 | Haikou                     | Haikou                     | Sanya central    | Sanya central    | 309 km (192 mi)   |
|        | 225国道 | Autopista Nacional China 225 | Haikou                     | Haikou                     | Sanya occidental | Sanya occidental | 429 km (266,6 mi) |
|        | 226国道 | Autopista Nacional China 226 | Chuxiong                   | Chuxiong                   | Mojiang          | Mojiang          | 288 km (179 mi)   |
|        | 227国道 | Autopista Nacional China 227 | Zhangye                    | Zhangye                    | Xining           | Menglian         | 347 km (215,6 mi) |
|        | 228国道 | Autopista Nacional China 228 | Taipéi                     | Taipéi                     | N/A              | N/A              | 956 km (594 mi)   |
|        | 228国道 | Autopista Nacional China 228 | Dandong                    | Dandong                    | Dongxing         | Dongxing         |                   |
|        | 229国道 | Autopista Nacional China 229 | Raohe                      | Raohe                      | Gaizhou          | Gaizhou          |                   |
|        | 230国道 | Autopista Nacional China 230 | Tonghua                    | Tonghua                    | Wuhan            | Wuhan            |                   |
|        | 231国道 | Autopista Nacional China 231 | Nenjiang                   | Nenjiang                   | Shuangliao       | Shuangliao       |                   |
|        | 232国道 | Autopista Nacional China 232 | Yakeshi                    | Yakeshi                    | Siping           | Siping           |                   |
|        | 233国道 | Autopista Nacional China 233 | Hexigten                   | Hexigten                   | Huangshan        | Huangshan        |                   |
|        | 234国道 | Autopista Nacional China 234 | Xinglong                   | Xinglong                   | Yangjiang        | Yangjiang        |                   |
|        | 235国道 | Autopista Nacional China 235 | Xinyi                      | Xinyi                      | Haifeng          | Haifeng          |                   |
|        | 236国道 | Autopista Nacional China 236 | Wuhu                       | Wuhu                       | Shanwei          | Shanwei          |                   |
|        | 237国道 | Autopista Nacional China 237 | Canal Power Plant, Jining  | Canal Power Plant, Jining  | Ningde           | Ningde           |                   |
|        | 238国道 | Autopista Nacional China 238 | Nanchang                   | Nanchang                   | Hualai           | Hualai           |                   |
|        | 239国道 | Autopista Nacional China 239 | Xulun Hoh                  | Xulun Hoh                  | Yangquan         | Yangquan         |                   |
|        | 240国道 | Autopista Nacional China 240 | Baoding                    | Baoding                    | Taishan          | Taishan          |                   |
|        | 241国道 | Autopista Nacional China 241 | Hohhot                     | Hohhot                     | Beihai           | Beihai           |                   |
|        | 242国道 | Autopista Nacional China 242 | Ganqimaodu, Inner Mongolia | Ganqimaodu, Inner Mongolia | Qinzhou          | Qinzhou          |                   |
|        | 243国道 | Autopista Nacional China 243 | Kai                        | Kai                        | Pingxiang        | Pingxiang        |                   |
|        | 244国道 | Autopista Nacional China 244 | Wuhai                      | Wuhai                      | Chongqing        | Chongqing        |                   |
|        | 245国道 | Autopista Nacional China 245 | Bazhong                    | Bazhong                    | Jinping          | Jinping          |                   |
|        | 246国道 | Autopista Nacional China 246 | Suining                    | Suining                    | Malipo           | Malipo           |                   |
|        | 247国道 | Autopista Nacional China 247 | Jingtai                    | Jingtai                    | Zhaotong         | Zhaotong         |                   |
|        | 248国道 | Autopista Nacional China 248 | Lanzhou                    | Lanzhou                    | Maguan           | Maguan           |                   |

### Serie 300
| Número | Nombre  | Nombre en español            | Punto de partida | Punto de partida | Punto final                    | Punto final                    | Longitud actual   |
| ------ | ------- | ---------------------------- | ---------------- | ---------------- | ------------------------------ | ------------------------------ | ----------------- |
|        | 301国道 | Autopista Nacional China 301 | Suifenhe         | Suifenhe         | Manzhouli                      | Manzhouli                      | 1,68 km (1 mi)    |
|        | 302国道 | Autopista Nacional China 302 | Hunchun          | Hunchun          | Ulanhot                        | Arxan                          | 1,028 km (0,6 mi) |
|        | 303国道 | Autopista Nacional China 303 | Ji'an            | Ji'an            | Xilinhot                       | Abag                           | 1,263 km (0,8 mi) |
|        | 304国道 | Autopista Nacional China 304 | Dandong          | Dandong          | Holingol                       | Holingol                       | 889 km (552,4 mi) |
|        | 305国道 | Autopista Nacional China 305 | Zhuanghe         | Zhuanghe         | Bairin Left Banner             | West Ujimqin Banner            | 815 km (506,4 mi) |
|        | 306国道 | Autopista Nacional China 306 | Suizhong         | Suizhong         | Hexigten                       | Zhu'engadabuqi                 | 497 km (308,8 mi) |
|        | 307国道 | Autopista Nacional China 307 | Huanghua         | Huanghua         | Yinchuan                       | Shandan                        | 1,351 km (0,8 mi) |
|        | 308国道 | Autopista Nacional China 308 | Qingdao          | Weihai           | Shijiazhuang                   | Shijiazhuang                   | 637 km (395,8 mi) |
|        | 309国道 | Autopista Nacional China 309 | Rongcheng        | Rongcheng        | Lanzhou                        | Lanzhou                        | 2,208 km (1,4 mi) |
|        | 310国道 | Autopista Nacional China 310 | Lianyungang      | Lianyungang      | Tianshui                       | Gonghe                         | 1,613 km (1 mi)   |
|        | 311国道 | Autopista Nacional China 311 | Xuzhou           | Lianyungang      | Xixia                          | Luanchuan                      | 748 km (464,8 mi) |
|        | 312国道 | Autopista Nacional China 312 | Shanghai         | Shanghai         | Khorgas                        | Khorgas                        | 4,967 km (3,1 mi) |
|        | 313国道 | Autopista Nacional China 313 | Guazhou          | Guazhou          | Ruoqiang                       | Ruoqiang                       | 821 km (510,1 mi) |
|        | 314国道 | Autopista Nacional China 314 | Ürümqi           | Ürümqi           | Khunjerab Pass                 | Khunjerab Pass                 | 1,948 km (1,2 mi) |
|        | 315国道 | Autopista Nacional China 315 | Xining           | Xining           | Kashgar                        | Turugart                       | 3,063 km (1,9 mi) |
|        | 316国道 | Autopista Nacional China 316 | Fuzhou           | Changle          | Lanzhou                        | Tongren                        | 2,915 km (1,8 mi) |
|        | 317国道 | Autopista Nacional China 317 | Chengdu          | Chengdu          | Nagqu                          | Gar                            | 2,043 km (1,3 mi) |
|        | 318国道 | Autopista Nacional China 318 | Shanghai         | Shanghai         | Zhangmu                        | Zhangmu                        | 5,476 km (3,4 mi) |
|        | 319国道 | Autopista Nacional China 319 | Xiamen           | Kaohsiung        | Chengdu                        | Chengdu                        | 2,984 km (1,9 mi) |
|        | 320国道 | Autopista Nacional China 320 | Shanghai         | Shanghai         | Ruili                          | Ruili                          | 3,695 km (2,3 mi) |
|        | 321国道 | Autopista Nacional China 321 | Guangzhou        | Guangzhou        | Chengdu                        | Chengdu                        | 2,22 km (1,4 mi)  |
|        | 322国道 | Autopista Nacional China 322 | Hengyang         | Rui'an           | Friendship Pass                | Friendship Pass                | 1,039 km (0,6 mi) |
|        | 323国道 | Autopista Nacional China 323 | Ruijin           | Ruijin           | Lincang                        | Lincang                        | 2,915 km (1,8 mi) |
|        | 324国道 | Autopista Nacional China 324 | Fuzhou           | Fuzhou           | Kunming                        | Kunming                        | 2,712 km (1,7 mi) |
|        | 325国道 | Autopista Nacional China 325 | Guangzhou        | Guangzhou        | Nanning                        | Nanning                        | 868 km (539,4 mi) |
|        | 326国道 | Autopista Nacional China 326 | Xiushan          | Xiushan          | Hekou                          | Hekou                          | 1,562 km (1 mi)   |
|        | 327国道 | Autopista Nacional China 327 | Lianyungang      | Lianyungang      | Heze, Jining Geting Coal Mine  | Guyuan                         | 2,024 km (1,3 mi) |
|        | 328国道 | Autopista Nacional China 328 | Hai'an           | Qidong           | Nanjing                        | Laohekou                       | 224 km (139,2 mi) |
|        | 329国道 | Autopista Nacional China 329 | Zhoushan         | Zhoushan         | Hangzhou                       | Lushan                         | 292 km (181,4 mi) |
|        | 330国道 | Autopista Nacional China 330 | Wenzhou          | Wenzhou          | Shouchang                      | Hefei                          | 327 km (203,2 mi) |
|        | 331国道 | Autopista Nacional China 331 | Dandong          | Dandong          | Altay                          | Altay                          |                   |
|        | 332国道 | Autopista Nacional China 332 | Luobei           | Luobei           | Ebuduge                        | Ebuduge                        |                   |
|        | 333国道 | Autopista Nacional China 333 | Heminghu         | Heminghu         | Morin Dawa                     | Morin Dawa                     |                   |
|        | 334国道 | Autopista Nacional China 334 | Longjing         | Longjing         | East Ujimqin Banner            | East Ujimqin Banner            |                   |
|        | 335国道 | Autopista Nacional China 335 | Chengde          | Chengde          | Tacheng                        | Tacheng                        |                   |
|        | 336国道 | Autopista Nacional China 336 | Tianjin          | Tianjin          | Shenmu                         | Shenmu                         |                   |
|        | 337国道 | Autopista Nacional China 337 | Huanghua         | Huanghua         | Yulin                          | Yulin                          |                   |
|        | 338国道 | Autopista Nacional China 338 | Haixing          | Haixing          | Tianjun                        | Tianjun                        |                   |
|        | 339国道 | Autopista Nacional China 339 | Binzhou          | Binzhou          | Yulin                          | Yulin                          |                   |
|        | 340国道 | Autopista Nacional China 340 | Dongying         | Dongying         | Zichang                        | Zichang                        |                   |
|        | 341国道 | Autopista Nacional China 341 | Jiaonan          | Jiaonan          | Haiyan                         | Haiyan                         |                   |
|        | 342国道 | Autopista Nacional China 342 | Rizhao           | Rizhao           | Feng                           | Feng                           |                   |
|        | 343国道 | Autopista Nacional China 343 | Dafeng           | Dafeng           | Lushi                          | Lushi                          |                   |
|        | 344国道 | Autopista Nacional China 344 | Dongtai          | Dongtai          | Lingwu                         | Lingwu                         |                   |
|        | 345国道 | Autopista Nacional China 345 | Qidong           | Qidong           | Nagqu                          | Nagqu                          |                   |
|        | 346国道 | Autopista Nacional China 346 | Shanghai         | Shanghai         | Ankang                         | Ankang                         |                   |
|        | 347国道 | Autopista Nacional China 347 | Nanjing          | Nanjing          | Delingha                       | Delingha                       |                   |
|        | 348国道 | Autopista Nacional China 348 | Wuhan            | Wuhan            | Dali                           | Dali                           |                   |
|        | 349国道 | Autopista Nacional China 349 | Donghua          | Donghua          | Saga                           | Saga                           |                   |
|        | 350国道 | Autopista Nacional China 350 | Lichuan          | Lichuan          | Luhuo                          | Luhuo                          |                   |
|        | 351国道 | Autopista Nacional China 351 | Taizhou          | Taizhou          | Xiaojin                        | Xiaojin                        |                   |
|        | 352国道 | Autopista Nacional China 352 | Zhangjiajie      | Zhangjiajie      | Qiaojia                        | Qiaojia                        |                   |
|        | 353国道 | Autopista Nacional China 353 | Ningde           | Ningde           | Fugong                         | Fugong                         |                   |
|        | 354国道 | Autopista Nacional China 354 | Nanchang         | Nanchang         | Xingyi                         | Xingyi                         |                   |
|        | 355国道 | Autopista Nacional China 355 | Fuzhou           | Fuzhou           | Bama                           | Bama                           |                   |
|        | 356国道 | Autopista Nacional China 356 | Meizhou          | Meizhou          | Xichang                        | Xichang                        |                   |
|        | 357国道 | Autopista Nacional China 357 | Dongshan         | Dongshan         | Lushui                         | Lushui                         |                   |
|        | 358国道 | Autopista Nacional China 358 | Shishi           | Shishi           | Shuikou (frontera con Vietnam) | Shuikou (frontera con Vietnam) |                   |
|        | 359国道 | Autopista Nacional China 359 | Foshan           | Foshan           | Funing                         | Funing                         |                   |
|        | 360国道 | Autopista Nacional China 360 | Wenchang         | Wenchang         | Lingao                         | Lingao                         |                   |
|        | 361国道 | Autopista Nacional China 361 | Lingshui         | Lingshui         | Changjiang                     | Changjiang                     |                   |

### Serie 500
| Número | Nombre  | Nombre en español            | Punto de partida                | Punto final                     | Longitud actual |
| ------ | ------- | ---------------------------- | ------------------------------- | ------------------------------- | --------------- |
|        | 501国道 | Autopista Nacional China 501 | Jixian                          | Dangbizhen                      |                 |
|        | 502国道 | Autopista Nacional China 502 | Kedong                          | Qiqihar                         |                 |
|        | 503国道 | Autopista Nacional China 503 | Wuchang                         | Tongyu                          |                 |
|        | 504国道 | Autopista Nacional China 504 | Fusong                          | Gongzhuling                     |                 |
|        | 505国道 | Autopista Nacional China 505 | Kaiyuan                         | Naiman                          |                 |
|        | 506国道 | Autopista Nacional China 506 | Ji'an                           | Benxi                           |                 |
|        | 507国道 | Autopista Nacional China 507 | Changhai                        | Changxing Island                |                 |
|        | 508国道 | Autopista Nacional China 508 | Chifeng                         | Caofeidian                      |                 |
|        | 509国道 | Autopista Nacional China 509 | Jingtang                        | Tongzhou                        |                 |
|        | 510国道 | Autopista Nacional China 510 | Weichang                        | Chahar Right Back Banner        |                 |
|        | 511国道 | Autopista Nacional China 511 | Sonid Right Banner              | Zhangbei                        |                 |
|        | 512国道 | Autopista Nacional China 512 | Wanquan                         | Dalad                           |                 |
|        | 513国道 | Autopista Nacional China 513 | Linyi                           | Dezhou                          |                 |
|        | 514国道 | Autopista Nacional China 514 | Qihe                            | Handan                          |                 |
|        | 515国道 | Autopista Nacional China 515 | Dingzhou                        | Xun                             |                 |
|        | 516国道 | Autopista Nacional China 516 | Zhanhua                         | Qingzhou                        |                 |
|        | 517国道 | Autopista Nacional China 517 | Changdao                        | Laixi                           |                 |
|        | 518国道 | Autopista Nacional China 518 | Rizhao                          | Dingtao                         |                 |
|        | 519国道 | Autopista Nacional China 519 | Yushe                           | Lucheng                         |                 |
|        | 520国道 | Autopista Nacional China 520 | Linfen                          | Yan'an                          |                 |
|        | 521国道 | Autopista Nacional China 521 | Yuncheng                        | Tongguan                        |                 |
|        | 522国道 | Autopista Nacional China 522 | Yuanqu                          | Tongguan                        |                 |
|        | 523国道 | Autopista Nacional China 523 | Taizhou                         | Danyang                         |                 |
|        | 524国道 | Autopista Nacional China 524 | Changshu                        | Haining                         |                 |
|        | 525国道 | Autopista Nacional China 525 | Pinghu                          | Hangzhou                        |                 |
|        | 526国道 | Autopista Nacional China 526 | Carretera de conexión Shengsi   | Carretera de conexión Shengsi   |                 |
|        | 527国道 | Autopista Nacional China 527 | Xiangshan                       | Yiwu                            |                 |
|        | 528国道 | Autopista Nacional China 528 | Longyou                         | Guangchang                      |                 |
|        | 529国道 | Autopista Nacional China 529 | Jinzhai                         | Yuexi                           |                 |
|        | 530国道 | Autopista Nacional China 530 | Huangshan                       | Hukou                           |                 |
|        | 531国道 | Autopista Nacional China 531 | Carretera de conexión Duchang   | Carretera de conexión Duchang   |                 |
|        | 532国道 | Autopista Nacional China 532 | Jiujiang                        | De'an                           |                 |
|        | 533国道 | Autopista Nacional China 533 | Zhangshu                        | Fenyi                           |                 |
|        | 534国道 | Autopista Nacional China 534 | Fuqing                          | Changting                       |                 |
|        | 535国道 | Autopista Nacional China 535 | Dingnan                         | Yizhang                         |                 |
|        | 536国道 | Autopista Nacional China 536 | Taojiang                        | Xupu                            |                 |
|        | 537国道 | Autopista Nacional China 537 | Ningyuan                        | Lianzhou                        |                 |
|        | 538国道 | Autopista Nacional China 538 | Jiangyong                       | Zhongshan                       |                 |
|        | 539国道 | Autopista Nacional China 539 | Jiedong                         | Nan'ao                          |                 |
|        | 540国道 | Autopista Nacional China 540 | Mao Yang                        | Jiusuo                          |                 |
|        | 541国道 | Autopista Nacional China 541 | Shiquan                         | Wuxi                            |                 |
|        | 542国道 | Autopista Nacional China 542 | Guangyuan                       | Wanzhou                         |                 |
|        | 543国道 | Autopista Nacional China 543 | Qingchuan                       | Pingwu                          |                 |
|        | 544国道 | Autopista Nacional China 544 | Jiuzhaigou                      | Chuanzhusi                      |                 |
|        | 545国道 | Autopista Nacional China 545 | Mao                             | Deyang                          |                 |
|        | 546国道 | Autopista Nacional China 546 | Naxi                            | Xishui                          |                 |
|        | 547国道 | Autopista Nacional China 547 | Yibin                           | Xingwen                         |                 |
|        | 548国道 | Autopista Nacional China 548 | Banma                           | Sêrtar                          |                 |
|        | 549国道 | Autopista Nacional China 549 | Shimian                         | Dêrong                          |                 |
|        | 550国道 | Autopista Nacional China 550 | Yuexi                           | Mianning                        |                 |
|        | 551国道 | Autopista Nacional China 551 | Zhenyuan                        | Fuquan                          |                 |
|        | 552国道 | Autopista Nacional China 552 | Libo                            | Anlong                          |                 |
|        | 553国道 | Autopista Nacional China 553 | Mengzi                          | Yuanjiang                       |                 |
|        | 554国道 | Autopista Nacional China 554 | Yongsheng                       | Xiangyun                        |                 |
|        | 555国道 | Autopista Nacional China 555 | Carretera de conexión Shidian   | Carretera de conexión Shidian   |                 |
|        | 556国道 | Autopista Nacional China 556 | Zhen'an                         | Ruili                           |                 |
|        | 557国道 | Autopista Nacional China 557 | Carretera de conexión Gonjo     | Carretera de conexión Gonjo     |                 |
|        | 558国道 | Autopista Nacional China 558 | Biru                            | Banbar                          |                 |
|        | 559国道 | Autopista Nacional China 559 | Zayü                            | Mêdog                           |                 |
|        | 560国道 | Autopista Nacional China 560 | Mainling                        | Cona                            |                 |
|        | 561国道 | Autopista Nacional China 561 | Damxung                         | Lhasa                           |                 |
|        | 562国道 | Autopista Nacional China 562 | Baingoin                        | Yadong                          |                 |
|        | 563国道 | Autopista Nacional China 563 | Carretera de conexión Sa'gya    | Carretera de conexión Sa'gya    |                 |
|        | 564国道 | Autopista Nacional China 564 | Carretera de conexión Burang    | Carretera de conexión Burang    |                 |
|        | 565国道 | Autopista Nacional China 565 | Carretera de conexión Zanda     | Carretera de conexión Zanda     |                 |
|        | 566国道 | Autopista Nacional China 566 | Xiji                            | Tianshui                        |                 |
|        | 567国道 | Autopista Nacional China 567 | Li                              | Kang                            |                 |
|        | 568国道 | Autopista Nacional China 568 | Lanzhou                         | Luqu                            |                 |
|        | 569国道 | Autopista Nacional China 569 | Mandela Sumu, Alxa Right Banner | Datong, Qinghai                 |                 |
|        | 570国道 | Autopista Nacional China 570 | Carretera de conexión Yongchang | Carretera de conexión Yongchang |                 |
|        | 571国道 | Autopista Nacional China 571 | Carretera de conexión Subei     | Carretera de conexión Subei     |                 |
|        | 572国道 | Autopista Nacional China 572 | Guinan                          | Ulan                            |                 |
|        | 573国道 | Autopista Nacional China 573 | Zêkog                           | Xinghai                         |                 |
|        | 574国道 | Autopista Nacional China 574 | Carretera de conexión Chindu    | Carretera de conexión Chindu    |                 |
|        | 575国道 | Autopista Nacional China 575 | Laoyemiao                       | Hami                            |                 |
|        | 576国道 | Autopista Nacional China 576 | Beitun                          | Shihezi                         |                 |
|        | 577国道 | Autopista Nacional China 577 | Jinghe                          | Zhaosu                          |                 |
|        | 578国道 | Autopista Nacional China 578 | Xinyuan                         | Nilka                           |                 |
|        | 579国道 | Autopista Nacional China 579 | Carretera de conexión Baicheng  | Carretera de conexión Baicheng  |                 |
|        | 580国道 | Autopista Nacional China 580 | Aksu                            | Kangxiwa                        |                 |
|        | 581国道 | Autopista Nacional China 581 | Kashgar                         | Erkeshtam                       |                 |